# Oliver Grein
Oliver Grein (* 3. September 1966) ist ein ehemaliger deutscher Fußballspieler.

## Werdegang
Grein wechselte 1990 zum Bundesligisten Bayer 05 Uerdingen. Für Uerdingen bestritt er zehn Spiele in der Bundesliga. Nach einer Saison wechselte er in die Fußball-Oberliga Nordrhein zu Rot-Weiss Essen. Unter Trainer Jürgen Röber feierte er den Gewinn der Deutschen Fußball-Amateurmeisterschaft 1992. Im Finale vor heimischer Kulisse, im Essener Georg-Melches-Stadion hatte Grein nach seiner Einwechselung in der 70. Spielminute seinen großen Auftritt. In der 90. Spielminute erzielte er gegen den Finalgegner SpVgg Bad Homburg, den Ausgleichstreffer zum 2:2. Damit ermöglichte Grein, mit seinem Treffer die folgende Verlängerung, in der Greins Mannschaftskollege Jörg Lipinski, den Siegtreffer zum 3:2 erzielte. In der Saison 1992/93 schaffte er mit den Essenern den Aufstieg in die 2. Bundesliga. In seiner ersten Spielzeit in der zweiten Liga, der Saison 1993/94 stieg er ab, während der Saison wurde den Essen bereits die Lizenz entzogen, zum Saisonschluss hätte der Abstieg auch unter den sportlichen Ergebnisse, Greiner und seine Mannschaftskollegen ereilt. Grein kehrte mit Essen nochmal für ein Jahr in die 2. Bundesliga zurück, danach spielte er noch für den ostfriesischen Oberligisten Concordia Ihrhove.
Als Spielertrainer war er die folgenden Jahre für verschiedene Kreisligisten tätig.